# Deuxième gauche
Vous pouvez aider à l'améliorer ou bien discuter des problèmes sur sa page de discussion.
- Il ne s’appuie pas, ou pas assez, sur des sources secondaires ou tertiaires. (Marqué depuis mai 2024)
- Il est à actualiser. Certains passages sont obsolètes ou annoncent des événements désormais passés. (Marqué depuis mai 2024)

- Archive Wikiwix
- Bing
- Cairn
- DuckDuckGo
- E. Universalis
- Gallica
- Google
- G. Books
- G. News
- G. Scholar
- Persée
- Qwant
- (zh) Baidu
- (ru) Yandex
- (wd) trouver des œuvres sur Wikidata

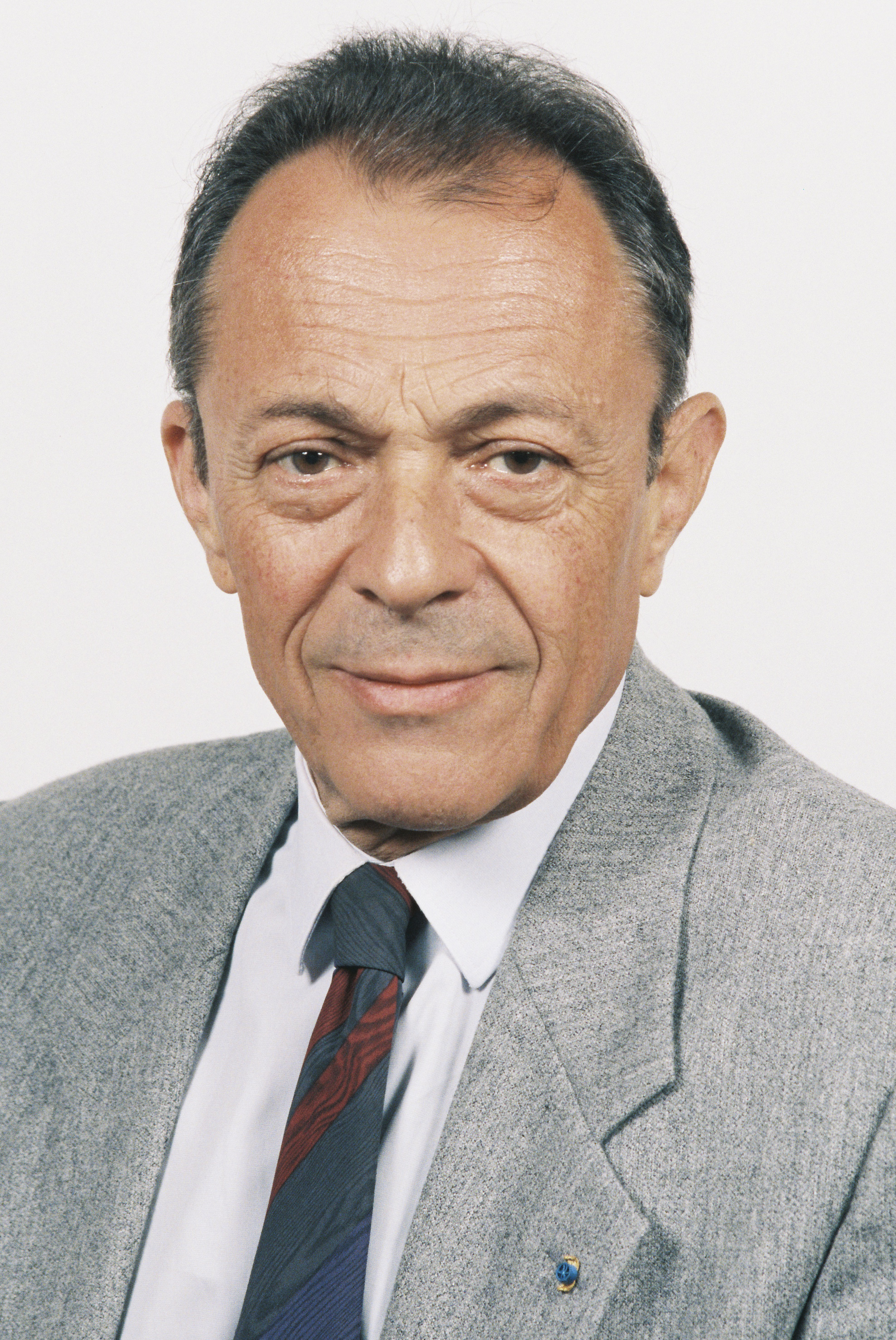
Michel Rocard (ici en 1994), figure-clé de la deuxième gauche.

La deuxième gauche est une culture politique caractéristique de la gauche française à la fin du XXe siècle.
Elle est évoquée par Michel Rocard lors du congrès socialiste de Nantes en 1977, en opposition avec la première gauche fondée exclusivement sur un « marxisme » à la française et l'héritage jacobin de la Révolution française. Elle vise à décrire un ensemble d'idées et de pratiques apparues entre 1956 et 1964 et ayant pris leur essor principalement dans les années 1960. La plupart des livres et travaux universitaires y faisant référence évoquent le Parti socialiste unifié (PSU) et le syndicat CFTC, lequel donne naissance en 1964 à la CFDT via une déconfessionnalisation menée par son secrétaire général Eugène Descamps. 
La deuxième gauche se distingue, dans la théorie, par une prise de distance avec les revendications purement idéologiques et les structurations bureaucratiques trop exacerbées et, dans la pratique, par des moyens d'action qui ne se limitent pas au simple champ de l'action politique mais s'appuyant aussi sur le milieu associatif et syndical. 
Ce courant présente l'originalité d'avoir des composantes (qui se retrouvent historiquement au sein du PSU) allant des catholiques sociaux réformistes aux sociaux-démocrates cherchant à dépasser le modèle productiviste, en passant par certaines formes de radicalité incluant jusqu'à des trotskistes. 
La deuxième gauche est née en réaction au « totalitarisme » partiellement cautionné par le PCF lors de la crise hongroise de 1956, et aux persistances du colonialisme aux débuts de la guerre d'Algérie lorsque la SFIO de Guy Mollet, principale composante socialiste de la « vieille gauche », au pouvoir en 1956, s'enlise dans une guerre qu'avait voulu éviter Pierre Mendès France, écarté du gouvernement en 1955 par une partie du Parti radical. La deuxième gauche trouve aussi ses fondements dans une contestation soutenue de la Constitution de la Ve République de 1958. 
Les personnages-clés de la deuxième gauche sont Michel Rocard, Alain Savary, Édouard Depreux et Pierre Mendès France (pour les radicaux ou le PSA, puis le PSU), Claude Bourdet, Jean Poperen et Gilles Martinet (pour les communistes et anciens résistants), Eugène Descamps et son successeur Edmond Maire pour la CFDT, ainsi que des intellectuels comme François Furet, Serge Mallet, Jean Daniel, Jacques Julliard et Pierre Rosanvallon.

## Histoire

### Débuts (1956-1964)
En tant que telle, la deuxième gauche ne gagnera son nom que vers la fin des années 1970, mais c'est véritablement entre 1954 et 1956 qu'elle prend naissance.
La naissance de la deuxième gauche résulte d’abord d’un refus de tout ce qui se rapproche des courants « totalitaires ». Précisément, depuis la mort de Staline, de nombreux groupes dissidents des grands partis sont nés afin de se détacher des anciennes bureaucraties accusées d’être trop proches du passé colonial (SFIO) ou de soutenir encore trop fortement les régimes totalitaires (PCF). Ces groupes dissidents se retrouvent en majorité dans l’opposition à la guerre d’Algérie.
Le PSA (Parti socialiste autonome), qui comporte les socialistes qui ont quitté la SFIO en 1956 du fait de leur désaccord avec la politique algérienne de Guy Mollet, prend le nom de PSU (Parti socialiste unifié) en 1959 en rassemblant les sociaux-démocrates du PSA (notamment Rocard, Mendès France, Savary, Martinet), les marxistes dissidents du PCF autour de Jean Poperen et François Furet du groupe Tribune du communisme, les chrétiens de gauche de l’Union de la gauche socialiste. De nombreux membres du PSU sont alors porteurs de valises pour le FLN et le PSU fournit des analyses sur la guerre d’Algérie qui attirent les progressistes de la gauche antitotalitaire (même si d'autres groupes existent, comme Socialisme ou barbarie). Michel Rocard a notamment été l’auteur, sous un pseudonyme lorsqu’il est administrateur sortant de l'ENA dans les bureaux de l’Armée française pendant son service militaire en Algérie, du Rapport sur les camps de regroupement en Algérie. Le PSU est le seul parti politique à clairement demander l’indépendance de l’Algérie tandis que le PCF reste sur des positions ambiguës et que la SFIO se referme sur elle-même. En 1962, le PSU fédère, à gauche, réformistes et révolutionnaires qui ne trouvent pas leur place dans une SFIO et un PCF jugés archaïques ni dans des formations telles que la FGDS de Mitterrand jugée trop électoraliste, voire jacobine selon Michel Rocard. Le PSU représente donc la deuxième gauche politique en pleine expansion au milieu des années 1960.
Au niveau du mouvement ouvrier, la deuxième gauche syndicale va apparaître lors de la déconfessionnalisation de la CFTC.  Ce sont des chrétiens de gauche autour du courant Reconstruction représenté notamment par Eugène Descamps qui, dans leur rejet du monopole de la CGT sur le syndicalisme et dans leur volonté de faire un nouveau syndicat laïc, donnent naissance à la CFDT en 1964.

### Actions (1964-1974)
Le PSU, la deuxième gauche politique donc, va se rapprocher de la CFDT puisque le parti, lui aussi, adopte l’autogestion comme principe économique. En outre, les syndicalistes de la CFDT se trouvent dans l’analyse sociologique de Serge Mallet dans son ouvrage La nouvelle classe ouvrière. Néanmoins, le PSU, qui a une base ouvrière réunissant 19 % des adhérents, a, certes en majorité des travailleurs cédétistes, mais aussi des travailleurs adhérents à FO et certains à la CGT.
Le PSU qui, au milieu des années 1960, est un laboratoire d'idées pour la gauche politique française et est alors à la pointe du progressisme sur de nombreux sujets qui seront repris plus tard par le futur PS de François Mitterrand (la décentralisation, par exemple). Le PSU refuse le gaullisme, et décide de rester un parti contestataire qui participera toutefois aux élections législatives et présidentielles. Le PSU a la particularité de réunir en son sein des sensibilités de toutes sortes. Ainsi à la veille de Mai 68 le PSU comprend 53 % d’adhérents se réclamant du marxisme dont 3 % se réclame du marxisme-léninisme (maoïsme), 1 % du trotskisme, 1 % du luxemburgisme (conseillisme), 1 % du marxisme libertaire ; 20 % des adhérents se réclament de l’humanisme laïque ; 18 % du socialisme démocratique ; 7 % du christianisme et 2 % ne se rattachent à aucune idéologie. La droite du parti est représentée par les communistes traditionnels, le centre par les sociaux-démocrates, les modernistes et les catholiques sociaux (Michel Rocard) et la gauche par les groupes d’obédience trotskistes ou marxistes-léninistes (Marc Heurgon). Pierre Mendès France est la figure médiatique du PSU qui joue le rôle de tampon entre le parti et la Cinquième République.
L’avènement de la deuxième gauche commence bien avant Mai 68 mais s'accélère dans les années qui le précèdent, en particulier lors du Mouvement de 1967 contre les ordonnances sur la sécurité sociale, marqué par une prééminence du syndical et de l'associatif, avec lequel une demi-douzaine de lycées déclenchent une grève de solidarité. Les principales manifestations en province ont lieu à Lyon (8 000), Le Mans, Lille (3 000 à 5 000), Saint-Étienne (2 500), Bordeaux, Grenoble, Rouen (2 000), Marseille, Le Havre, Dijon, Toulon (1 000 à 1 500). À Paris, Michel Perraud, président de l'UNEF et des représentants de la FEN prennent la parole. Des politiques comme Waldeck Rochet, Jacques Duclos et Claude Estier s’abstiennent de  monter sur l’estrade à la suite de protestations attribuées à des militants CFDT.
La deuxième gauche concentre de nombreux atouts entre ces mains : la tolérance idéologique en son sein ; une centrale syndicale en pleine croissance, la CFDT ; la sympathie de nombreux clubs de réflexion proche de ses idées (club Jean Moulin) ; des journaux qui la soutienne comme L'Express et France Observateur (ancêtre de l'Observateur et du Nouvel Observateur) ; le contrôle de l’UNEF, donc de la principale centrale syndicale étudiante (Jacques Sauvageot, vice-président de l’UNEF, est membre des ESU - Étudiants Socialistes Unifiés - et du PSU). De Mai 68 au milieu des années 1970 c’est donc l’âge d’or de la deuxième gauche. Ainsi, lors des évènements de Mai 68, la deuxième gauche participe à plein à l’extraordinaire mouvement social que connaît la France pendant quelques mois.
Le rôle joué par la deuxième gauche pendant Mai 68 n’a pas été étudié dans des publications historiques sérieuses selon Jean-Pierre Le Goff (dans son ouvrage Mai 68, l’héritage impossible). Néanmoins, à côté du courant libertaire et des courants d'extrême gauche qui sont les acteurs principaux des évènements de Mai 68, le courant de la deuxième gauche contribue pleinement au mouvement. En Mai 68, le service d’ordre des manifestations est tenu à côté de la JCR par l’UNEF et le PSU ; les grèves sont en partie amorcée dans des usines tenues par la CFDT où des tentatives d’autogestion aboutiront partiellement ; la deuxième gauche politique et syndicale est celle qui porte le plus loin la revendication en soutenant toutes les initiatives du courant libertaire (l’UNEF soutient Daniel Cohn-Bendit et exige sa présence aux manifestations en dépit des protestations du PCF) ; la CFDT réussit à arracher, lors de la négociation des Accords de Grenelle, la création des sections syndicales d’entreprise tout en constatant que les Accords de Grenelle sont modestes et qu’ils signent la mort de la contestation de Mai ; enfin la deuxième gauche organise un meeting gigantesque regroupant tous les progressistes de Mai 68 au stade Charléty, sont notamment présent Edmond Maire, Jacques Chérèque, Pierre Mendès France, Marc Heurgon et Michel Rocard. La tentative de la deuxième gauche de propulser Mendès France au pouvoir n’aboutira pas du fait du maintien en poste du Général de Gaulle.
Après Mai 68, la deuxième gauche est à l’heure du bilan. Même si elle rallie à elle des penseurs brillants (Cornelius Castoriadis et Claude Lefort, François Furet et Pierre Rosanvallon) et des sociologues reconnus (Serge Mallet, Alain Touraine). Il est clair qu’à présent il y a deux courants opposés dans la deuxième gauche politique, un courant réformiste modernisateur et un courant révolutionnaire proche de l’extrême-gauche. Avant la perte de puissance du PSU, deux évènements qui marquent l’histoire de la deuxième gauche ont lieu. En 1971, les manifestations sur le Larzac sont menées et organisées par le PSU contre l’extension du camp militaire. Cette mobilisation rassemble pendant quelques jours toute la gauche progressiste. En 1973, l’usine Lip où la CFDT est majoritaire se met en grève et signe la plus grande réussite du mouvement ouvrier français[réf. nécessaire] en pratiquant une autogestion complète.
Avec la montée en puissance du Nouveau Parti Socialiste puis du Parti socialiste et après la défaite de Savary (celui-ci a quitté le PSU au début des années 1960) face à Mitterrand, le PSU s'effrite et même si les courants d’extrême-gauche sont marginalisés au congrès de Toulouse de 1972, le parti est conduit petit à petit vers une impasse politique. Michel Rocard quitte le PSU et rejoint le PS aux Assises pour le Socialisme en octobre 1974. Des syndicalistes de la CFDT, notamment Jacques Chérèque et Jacques Delors, mais aussi les clubs et les associations (Témoignage chrétien) proches de la deuxième gauche sont aussi présents.
La deuxième gauche politique a disparu en tant que telle et existe alors au sein du Parti socialiste de François Mitterrand où Michel Rocard anime un courant social-démocrate réformiste avec les chrétiens de gauche dans la majorité mitterrandienne. L’histoire du PSU qui avait été une part de l’histoire de la deuxième gauche se poursuit, Huguette Bouchardeau est candidate du PSU à la présidentielle de 1981. La CFDT envisage son recentrage à partir de cette même époque, recentrage qu’elle appliquera réellement dès 1978.

### Persistance (depuis 1974)
Le ralliement au PS ne veut pas dire la fin de la deuxième gauche politique. Elle existe toujours mais son indépendance n'est plus et elle doit vivre à côté d'autres formations politiques de gauche au sein du PS, comme le CERES de Jean-Pierre Chevènement. Le courant des Assises (les rocardiens) représente néanmoins 15 % des militants du PS en 1975. Michel Rocard intègre d'ailleurs le bureau exécutif du PS à la même époque.
En juin 1977, au congrès de Nantes, Michel Rocard affirme l'autonomie de la deuxième gauche au sein du PS pour opposer deux cultures qui traverseraient aujourd'hui la gauche française : « la deuxième gauche, décentralisatrice, régionaliste, héritière de la tradition autogestionnaire, qui prend en compte les démarches participatives des citoyens, en opposition à une première gauche, jacobine, centralisatrice et étatique. » Ce discours fait que Michel Rocard et ses partisans se mettent à dos la gauche du PS menée par Jean-Pierre Chevènement ainsi qu'une partie des mitterrandiens.
Après la défaite des législatives de 1978, Michel Rocard constate qu’« un certain style de politique, un certain archaïsme sont condamnés ». Ces propos sont mal perçus par les mitterrandiens et lors du congrès de Metz en avril 1979, Michel Rocard allié à Pierre Mauroy est défait par François Mitterrand et Laurent Fabius alliés au CERES de Jean-Pierre Chevènement. Dès lors, avec l'adoption d'un projet socialiste très chevènementiste et le renoncement de Michel Rocard à se présenter contre François Mitterrand lors des élections internes afin de désigner le candidat à la présidentielle, la deuxième gauche politique est marginalisée pour un temps au sein du PS.
Entre 1981 et 1988, la deuxième gauche politique vit à l'ombre du pouvoir de François Mitterrand. Cependant, Rocard, étant nommé Premier ministre en 1988, réussit à placer des hommes de la deuxième gauche au gouvernement. Plusieurs chantiers politiques sont alors marqués sous le signe de la deuxième gauche : la réconciliation en Nouvelle-Calédonie (dans la droite ligne des actions en faveur des Algériens dans les années 1950), la « revalorisation » de l'enseignement et de la pédagogie et la réforme administrative qui enclenche le processus de décentralisation.
Lors du congrès de Rennes en mars 1990, la situation interne au PS conduit Michel Rocard à s'allier à Lionel Jospin contre Laurent Fabius. Ceci entraîne une dégradation avec le pouvoir exécutif élyséen. Michel Rocard est évincé de son poste de Premier ministre en mai 1991. Malgré son appel à « un big-bang politique » en 1993 lors du discours de Montlouis-sur-Loire où il préconise une alliance qui fédère du centre aux socialistes et des écologistes aux communistes rénovateurs, il perd au soir du second tour son siège de député comme les quatre cinquièmes des députés sortants.
La démission collective du comité directeur du PS est votée le 3 avril et une direction provisoire est élue marginalisant les mitterrandiens historiques (Laurent Fabius). En octobre, Michel Rocard est élu premier secrétaire du PS, la deuxième gauche prend le contrôle du parti.
En juin 1994, la deuxième gauche et Michel Rocard subissent une contre-offensive mitterrandiste et Michel Rocard est renversé au conseil national pour être remplacé par Henri Emmanuelli. Michel Rocard s'éloigne de la vie politique et Jacques Delors récupère ce qui reste de la deuxième gauche et de ses réseaux politiques.
Jacques Delors refuse néanmoins de se présenter à l'élection présidentielle de 1995 et ouvre la voie à Lionel Jospin que Michel Rocard et la deuxième gauche soutiendront contre les mitterrandistes réunis notamment autour de Laurent Fabius par la suite.
L'arrivée au pouvoir en 1997 de la gauche plurielle menée par Lionel Jospin permet une union de la gauche solide pendant trois ans avant de se fissurer. La défaite d'avril 2002 est en partie mise sur le dos d'une politique jospiniste accusée d'avoir été trop « deuxième gauche » ou pas assez à gauche pendant 5 ans. Contre la deuxième gauche qui accepte à présent l'économie de marché et un certain libéralisme économique, s'oppose une gauche plus traditionnelle, étatiste et parfois antilibérale, et une gauche qui défend toujours l'autogestion contre le capitalisme.
La CFDT, ralliée au début des années 1970 au socialisme autogestionnaire, rejette le principe selon lequel une organisation syndicale dirige la revendication sociale et considère le syndicalisme comme un instrument au service des travailleurs, conformément aux principes de base du syndicalisme. Jusqu'en 1978, la CFDT affirme son identité révolutionnaire et sa théorie du spontanéisme. Ces thèmes entraînent l'adhésion à la CFDT de militants d'extrême gauche se reconnaissant dans ces idées.
Cependant à partir de 1974 avec les Assises pour le socialisme où sont présents des cédétistes, la centrale syndicale redéfinit sa ligne. Au début des années 1980, elle développe la thèse de la défense des travailleurs en fonction des réalités économiques ainsi que la théorie de la contractualisation qui vise d'abord à des négociations directes entre patrons et syndicats sans passer par l’État. Le contractualisme de la CFDT devient alors avec le réformisme une de ses particularités. La CFDT se dissocie alors pleinement d'une CGT restée étatiste ; son soutien au syndicat polonais Solidarnosc à la fin des années 1980 constitue un des exemples de cette opposition.
Néanmoins, le contractualisme prôné par Nicole Notat et le courant clairement réformiste majoritaire au début des années 1990 entraînent l'exclusion de certaines fédérations cédétistes qui pour beaucoup forment les premiers syndicat SUD (membres de l'Union syndicale Solidaires). La CFDT rejoint totalement sur les grandes questions sociales, à la fin du XXe siècle, la deuxième gauche politique. Dans la ligne réformiste, en mai 2002, le syndicalisme ouvrier de la deuxième gauche est alors représenté par François Chérèque, secrétaire général de la CFDT qui a remplacé Nicole Notat au dernier congrès.
Dans le milieu étudiant, la deuxième gauche avait massivement investi dans l'UNEF. Mais à partir de 1970, à cause de la « dérive révolutionnaire » de l'UNEF qui est devenue le « jouet des groupuscules », celle-ci est délaissée par le PSU lui-même qui depuis 1962 avait pourtant énormément investi dans la centrale. En 1971, les ESU (Étudiants Socialistes Unifiés) quittent définitivement le bureau national de l'UNEF. S'ensuit une scission avec d'un côté l'UNEF Renouveau contrôlée par les Union des étudiants communistes (UEC) qui souhaitent participer aux élections étudiantes, d'un autre côté l'UNEF-Unité syndicale regroupant le courant trotskiste (majoritaire) ainsi que les étudiants proches du PSU et de la CFDT.
En 1980 est créé l'UNEF-ID (Indépendante et démocratique) regroupant trotskistes, étudiants du Mouvement d'action syndicale (anciens étudiants du MARC, Mouvement d'action et de recherche critique) et les mitterrandiens du Comité pour l'organisation du syndicat des étudiants de France. L'UNEF-ID devient rapidement contrôlée par des étudiants proches des différents courants du PS et organisent les tendances de l'UNEF en fonction des tendances socialistes. En 1986, pendant le mouvement étudiant contre le projet de loi Devaquet, la deuxième gauche étudiante est également représenté par le syndicat, soutenu par la CFDT, PSA (Pour un syndicalisme autogestionnaire). Entre la fin des années 1980 et 1995, la deuxième gauche étudiante de l'UNEF (la Tendance Avenir, puis la Tendance Reconstruire, proches de la tendance rocardienne du PS) participe pleinement à la guerre des courants en nouant des alliances en fonction des situations. Une partie minoritaire de la Tendance Reconstruire se transforme en Tendance pour une alternative syndicale avant de prendre le nom de Tendance syndicale.
En 2001, l'UNEF-ID et l'UNEF-SE (Solidarité étudiante, nouveau nom de l'UNEF Renouveau) optent pour la réunification.
Dans les années 2000, la deuxième gauche n'existe que de manière diffuse au niveau politique (une minorité au PS à travers d'une part, sur « la gauche », le courant Utopia qui dénonce « le culte de la croissance pour la croissance » et d'autre part, sur « la droite », des socialistes modernistes, parfois qualifiés de libéraux) mais reste très forte au niveau syndical (courants de gauche de la CFDT) et associatif (la République des idées de Pierre Rosanvallon, le mouvement Sauvons l'Europe). Les publications qui proposent encore les idées de la deuxième gauche se retrouvent dans les brochures de la revue Esprit et les écrits de Joël Roman. Aujourd'hui la composante héritière officielle issue du PSU sont Ensemble, un parti politique autogestionnaire de gauche radicale. Enfin dans le paysage politique français, le parti qui se rapproche le plus des idées de la deuxième gauche sont les Verts bien que certaines personnalités du PS et de la gauche européenne soient considérées comme appartenant à la deuxième gauche (Zaki Laïdi, Dominique Méda, etc.). En octobre-novembre 2006, Ségolène Royal emprunte certains thèmes de sa campagne interne pour l'investiture socialiste à la deuxième gauche (l'idée de démocratie participative sous la forme de « jurys de citoyens », la préoccupation environnementale, les questions de décentralisation, etc.) mais tout en se situant, non sans ambiguïté, dans l'héritage du mitterrandisme.

## Héritage des idées auXXIesiècle
À la voie autogestionnaire française de la deuxième gauche, deux types de gauche peuvent être affiliés :
- une gauche dite alternative qui prône la croissance soutenable, la redéfinition des outils de mesure économique et l'altermondialisme mais en se détachant du courant de pensée qui voudrait voir la mondialisation régulée par les États. Cette deuxième gauche se retrouve massivement chez les Verts.

- une gauche dite libérale qui refuse le « tout-État » et qui accepte l'économie de marché, c'est précisément la pensée actuelle de certains socialistes proches des idées développées par Anthony Giddens dans sa théorie politique et économique de la troisième voie.

### Général
- Hervé Hamon et Patrick Rotman, Génération, Seuil
  - Génération, t. 1 : Les années de rêve, Paris, Seuil, 1987 (1re éd. 1987), 615 p. (ISBN 978-2-02-009549-5, présentation en ligne)
  - Génération, t. 2 : Les années de poudre, Paris, Éd. du Seuil (1re éd. 1988), 694 p. (ISBN 978-2-02-097102-7, présentation en ligne)

### PSU
- Marc Heurgon, Histoire du PSU, t. 1 : la fondation et la guerre d'Algérie (1958 - 1962), La Découverte, coll. « textes à l’appui / histoire contemporaine »
- Jean-François Kesler, La Préhistoire du Parti socialiste unifié : la longue marche (1947-1960), 1986.
- Jean-François Kesler, De la gauche dissidente au nouveau Parti socialiste : les minorités qui ont rénové le PS, Toulouse, Privat, coll. « Bibliothèque historique », 1990, 471 p. (ISBN 978-2-7089-5354-3).
- Jean Lacouture, Pierre Mendès France, Paris, Seuil, 1981.

### Michel Rocard
- Michel Rocard, Le Cœur à l'ouvrage, Paris, O. Jacob, 1990, 352 p. (ISBN 978-2-7381-6147-5, lire en ligne).
- Michel Rocard, Si la gauche savait : Entretiens avec Georges-Marc Benamou, Paris, R. Laffont, 2005, 294 p. (ISBN 978-2-221-11273-1, lire en ligne).
- Michel Rocard, Goulven Boudic et Monique Canto-Sperber, « La Deuxième gauche, une histoire inachevée », Esprit, no 2 (février),‎ 2006, p. 140-147 (DOI 10.3917/espri.0602.0140).

### CFDT
- Hervé Hamon et Patrick Rotman, La Deuxième gauche : Histoire intellectuelle et politique de la CFDT, Seuil, coll. « Points politiques » (ISBN 978-2020555364).
- Paul Vignaux, De la CFTC à la CFDT syndicalisme et socialisme : « Reconstruction » (1946-1972), Paris, Éditions ouvrières, 1980 (ISBN 978-2-7082-2080-5).
- Michel Branciard, Un syndicat face à la guerre d'Algérie : la CFTC qui deviendra CFDT, Paris, Syros, coll. « Contre Poison », 1982 (ISBN 978-2-901968-69-6).
- Frank Georgi, L'Invention de la CFDT (1957-1970), Paris, Éditions de l'Atelier, coll. « Patrimoine », 1995, 651 p. (ISBN 978-2-7082-3149-8, lire en ligne).
- Jean-Michel Helvig, Edmond Maire : une histoire de la CFDT, Paris, Seuil, 2013, 601 p. (ISBN 978-2-02-101279-8).

### Philosophie
- Claude Lefort, L'Invention démocratique : les limites de la domination totalitaire, Fayard, 1994, 331 p. (ISBN 978-2-213-59372-2).
- Cornelius Castoriadis, La Montée de l'insignifiance, Paris, Points, coll. « Points Essais », 2007 (1re éd. 1996), 227 p. (ISBN 978-2-7578-0292-2).

### Mouvement ouvrier
- Jean Bron, Histoire du mouvement ouvrier français, t. 3 : La lutte des classes aujourd'hui (1950-1972), Paris, Éditions ouvrières, 1973.
- Serge Mallet, La Nouvelle Classe ouvrière, Paris, éditions du Seuil, coll. « Points Politique », 1963 (ISBN 978-2-02-002422-8).
- Gilles Candar, Jean-Jacques Becker (dir.) et al., Histoire des gauches en France, t. 1 et 2, Paris, La Découverte, 2004 (ISBN 978-2-7071-4738-7)
- Dictionnaire biographique du mouvement ouvrier français, éditions de l'Atelier.

### UNEF
- Alain Monchablon, Histoire de l'UNEF : de 1956 à 1968, Paris, Presses universitaires de France, 1983, 205 p. (ISBN 2-13-037621-5).